# VLF Force 1
VLF Force 1 – samochód sportowy klasy średniej wyprodukowany pod amerykańską marką VLF w 2016 roku.

## Historia i opis modelu
W styczniu 2016 roku na Detroit Auto Show VLF przedstawiło swój drugi samochód firmowany własnym logo, będący zarazem pierwszą konstrukcją opracowaną od podstaw jako samodzielna konstrukcja z projektem stylistycznym autorstwa Henrika Fiskera.
VLF Force 1 otrzymało stylistykę łączącą liczne wloty powietrza, muskularne nadkola i długą maskę, pod którą znalazła się 10-cylindrowa jednostka napędowa zapożyczona od koncernu Chrysler - wprost z modelu Dodge Viper. Z tego modelu zapożyczono także projekt deski rozdzielczej.

### Sprzedaż
W kwietniu 2016 roku VLF zbudowało limitowaną serię 50 sztuk Force 1, ustalając cenę katalogową 268 500 dolarów amerykańskich za sztukę.

### Silnik
- V10 8.4l OHV 748 KM